# Скуиньш, Янис
Я́нис Ску́иньш (латыш. Jānis Skujiņš; 31 января 1897, Москва — 8 июля 1942, Астрахань) — командир латышских стрелков и Латгальского партизанского полка, полковник латвийской армии. За операцию по освобождению Латгалии награждён орденом Лачплесиса 2 и 3 степени. Автор истории 1-го Лиепайского пехотного полка.

## Биография
Родился 31 января 1897 года в Москве, в семье бывшего крестьянина, выходца из Латвии. Окончил 2-ю Московскую гимназию, учился в Московском коммерческом институте. В 1916 году окончил Алексеевское военное училище и получил звание прапорщика. C декабря 1917 года работал в «Союзе защиты Родины и свободы», был эмиссаром Московского комитета. В июле 1918 года участвовал в антибольшевистском восстании в Ярославле. С июля по август неоднократно арестовывался. В августе вернулся в Латвию и поселился в Ренценской волости.
19 апреля 1941 года был арестован и уже 15 декабря приговорён к смертной казни. 8 июня 1942 года в Астраханской тюрьме приговор был приведен в исполнение.

### Военная карьера
В 1916 году поступил на службу в Латышский стрелковый резервный батальон, позже — во 2-й Рижский Латышский стрелковый батальон. В октябре 1917 года повышен до штабс-капитана. С марта 1916 года — командир роты, а с октября 1917 года — командир батальона.
23 ноября 1918 года в звании капитана добровольно вступил в вооруженные силы Временного правительства Латвии. Служил в 1-й Рижской охранной роте, позже — во 2-й Рижской охранной роте. С февраля 1919 года командир 1-2-й Цесисской роты. С апреля — командир роты 2-го Цесисского батальона, а с июня — командир 4-го отдельного батальона. С августа 1919 года он командир батальона 2-го Вентспилсского пехотного полка, а с сентября — командир Латгальского партизанского полка. В марте 1921 года был назначен командиром Кавалерийского полка, а в июле — командиром Резекненского 9-го пехотного полка. В августе 1921 года был зачислен в офицерский резерв Главного штаба, а в 1922 году — в 1-й Лиепайский пехотный полк. В 1923 году окончил курсы старших офицеров, а в 1930 году — курсы командиров батальона. Командир роты, командир батальона, начальник хозяйственной части полка. С 1930 года командир батальона 5-го Цесисского пехотного полка, а с 1932 года — помощник командира Вентспилсского пехотного полка. В 1933 году окончил курсы старших офицеров, а в 1939 году — курсы командира дивизии. С июля 1934 года командир 4-го Валмиерского пехотного полка. В 1934 повышен до полковника.
С июля 1940 года служил в Красной армии, командир 10-го Айзпутского пехотного полка Латвийской ССР. Позже офицер 24-го территориального корпуса. В октябре 1940 года уволился из армии.

## Награды
- Орден Лачплесиса 2-й и 3-й степени
- Орден Трёх звёзд 3-й и 4-й степени
- Орден Виестура 2-й степени
- Орден Орлиного креста 3-й степени
- Орден Святой Анны 4-й степени
- Георгиевский крест 4-й степени